# Valmestroff
Valmestroff är en kommun i departementet Moselle i regionen Grand Est (tidigare regionen Lorraine) i nordöstra Frankrike. Kommunen ligger i kantonen Metzervisse som tillhör arrondissementet Thionville-Est. År 2022 hade Valmestroff 352 invånare.

## Befolkningsutveckling
Antalet invånare i kommunen Valmestroff
| Referens: INSEE |